# Rafelcofer
Rafelcofer – gmina w Hiszpanii, w prowincji Walencja, we wspólnocie autonomicznej Walencja, o powierzchni 2,03 km². W 2011 roku liczyła 1472 mieszkańców.